# Acanthurus
Acanthurus es un género de peces cirujano, de la familia de los Acantúridos. 
Sus especies están entre los peces marinos más populares en acuariofilia. Son ágiles y vistosos nadadores. Sociables con la mayoría de habitantes del arrecife, a excepción de machos territoriales de su misma especie.

## Morfología
Poseen la morfología típica de su familia, cuerpo comprimido y ovalado. La boca es pequeña y discretamente protráctil. El tamaño del morro oscila entre 3,9 y 8,2 cm. Las mandíbulas son iguales y tienen entre 8 y 24 dientes en la superior, y de 10 a 24 en la inferior. Sus numerosos y pequeños dientes faríngeos sugieren su principal dieta herbívora: algas filamentosas. La aleta dorsal tiene entre 6 y 9 espinas, y entre 22 a 33 radios blandos; la aleta anal tiene 3 espinas y entre 19 y 29 radios blandos; la aleta pectoral tiene entre 15 y 17 radios; y la aleta pélvica 1 espina y 5 radios. Tienen de 22 a 23 vértebras.
Como todos los peces cirujano, de ahí les viene el nombre común, tiene 2 espinas extraíbles a cada lado de la aleta caudal; las usan para defenderse de otros peces, o para amenazar a quién represente un posible competidor en su territorio.
Sus coloraciones son muy intensas y vistosas. Su tamaño oscila entre los 15 y los 50 cm de largo, dependiendo de la especie.

## Especies
El Registro Mundial de Especies Marinas acepta las siguientes especies en el género:
| - Acanthurus achilles Shaw, 1803 - Acanthurus albipectoralis Allen & Ayling, 1987 - Acanthurus auranticavus Randall, 1956 - Acanthurus bahianus Castelnau, 1855 - Acanthurus bariene Lesson, 1831 - Acanthurus blochii Valenciennes, 1835 - Acanthurus chirurgus (Bloch, 1787) - Acanthurus chronixis Randall, 1960 - Acanthurus coeruleus Bloch & Schneider, 1801 - Acanthurus dussumieri Valenciennes, 1835 - Acanthurus fowleri de Beaufort, 1951 - Acanthurus gahhm (Forsskål, 1775) - Acanthurus grammoptilus Richardson, 1843 - Acanthurus guttatus Forster, 1801 - Acanthurus japonicus (Schmidt, 1931) - Acanthurus leucocheilus Herre, 1927 - Acanthurus leucopareius (Jenkins, 1903) - Acanthurus leucosternon Bennett, 1833 - Acanthurus lineatus (Linnaeus, 1758) - Acanthurus maculiceps (Ahl, 1923) | - Acanthurus mata (Cuvier, 1829) - Acanthurus monroviae Steindachner, 1876 - Acanthurus nigricans (Linnaeus, 1758) - Acanthurus nigricauda Duncker & Mohr, 1929 - Acanthurus nigrofuscus (Forsskål, 1775) - Acanthurus nigroris Valenciennes, 1835 - Acanthurus nubilus (Fowler & Bean, 1929) - Acanthurus olivaceus Bloch & Schneider, 1801 - Acanthurus polyzona (Bleeker, 1868) - Acanthurus pyroferus Kittlitz, 1834 - Acanthurus randalli Briggs & Caldwell, 1957 - Acanthurus reversus Randall & Earle, 1999 - Acanthurus sohal (Forsskål, 1775) - Acanthurus tennentii Günther, 1861 - Acanthurus thompsoni (Fowler, 1923) - Acanthurus tractus Poey, 1860 - Acanthurus triostegus (Linnaeus, 1758) - Acanthurus tristis Randall, 1993 - Acanthurus xanthopterus Valenciennes, 1835 - Acanthurus elongatus (Lacepède, 1802) nomen dubium |

## Galería

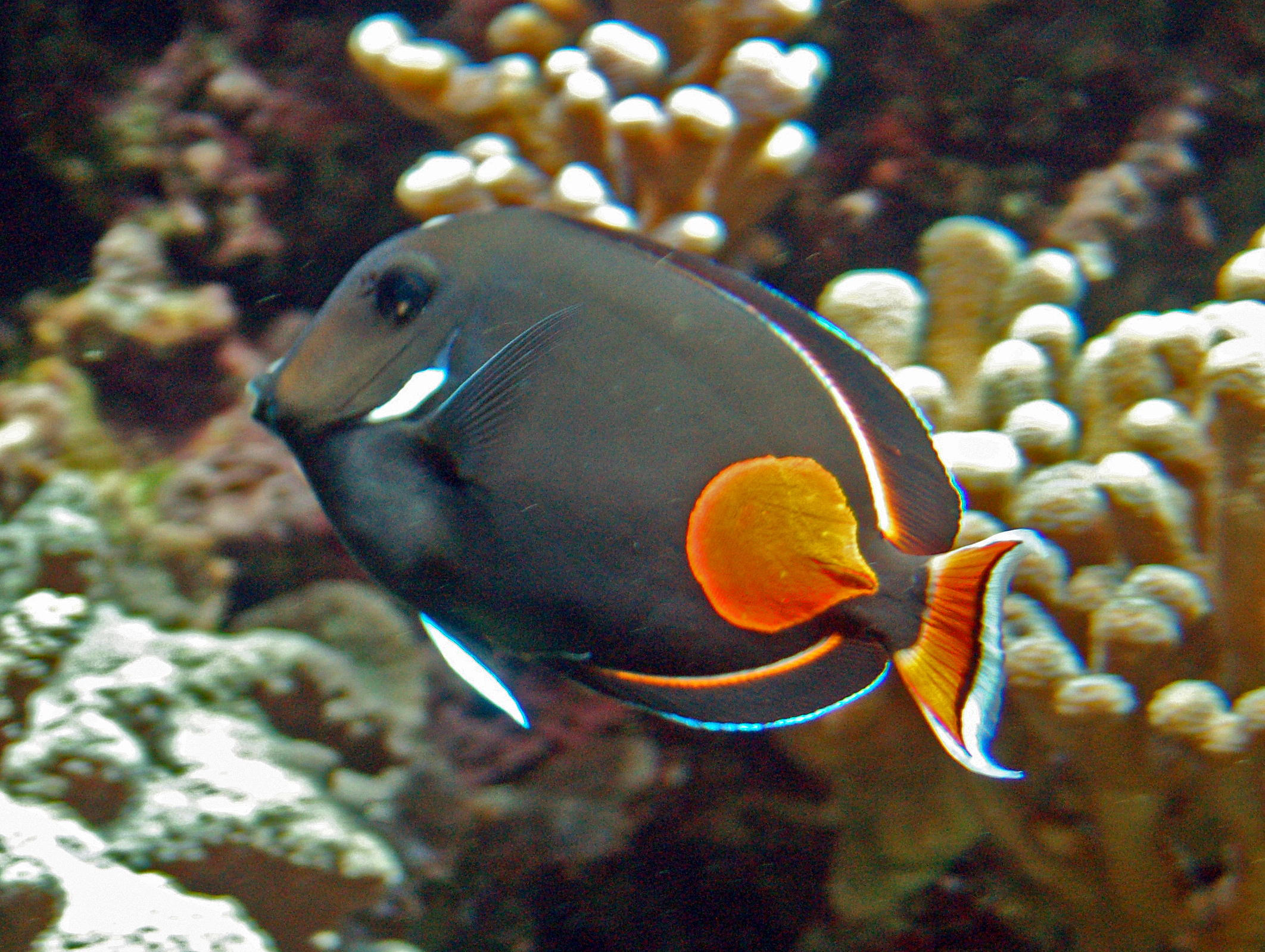
Acanthurus achilles
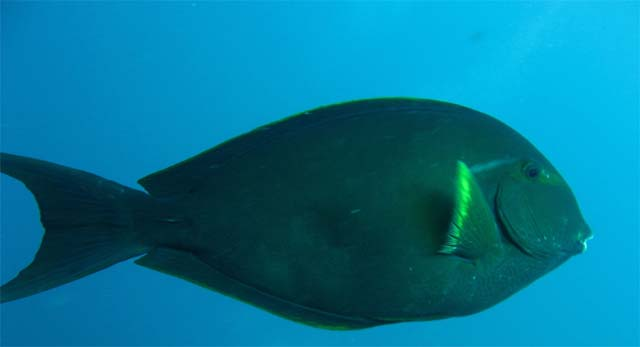
Acanthurus albipectoralis
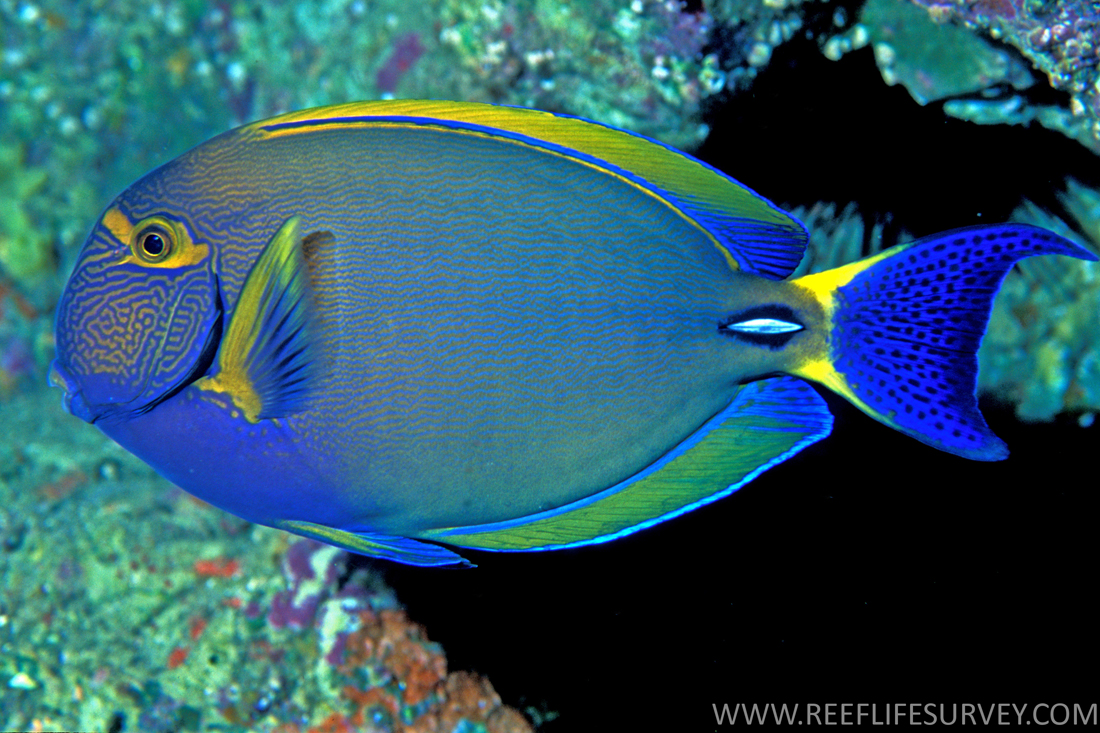
Acanthurus dussumieri
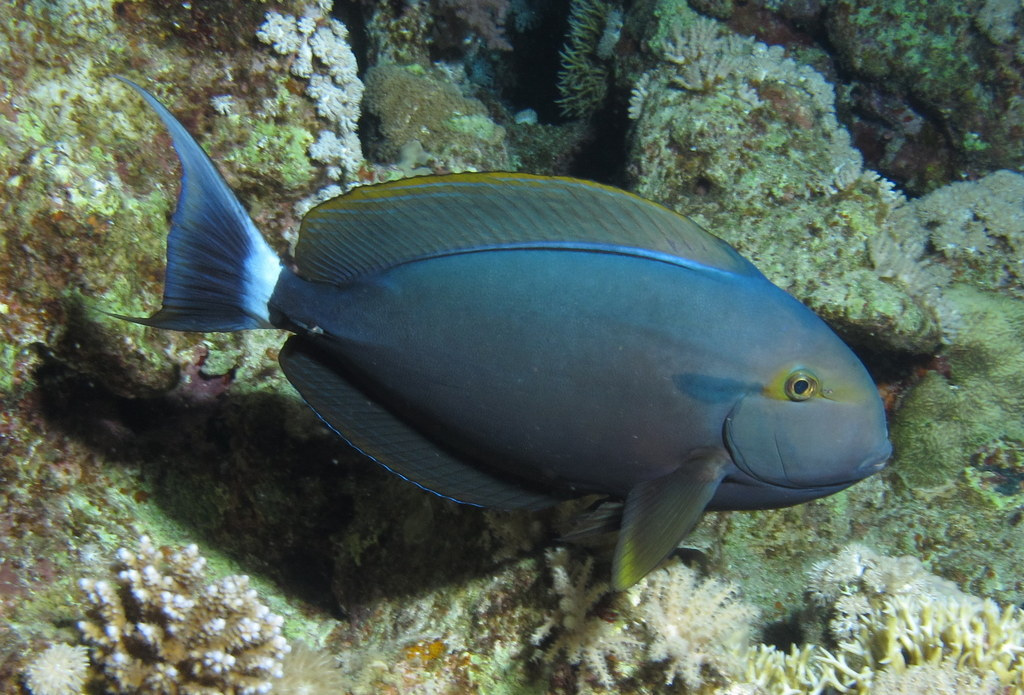
Acanthurus gahhm
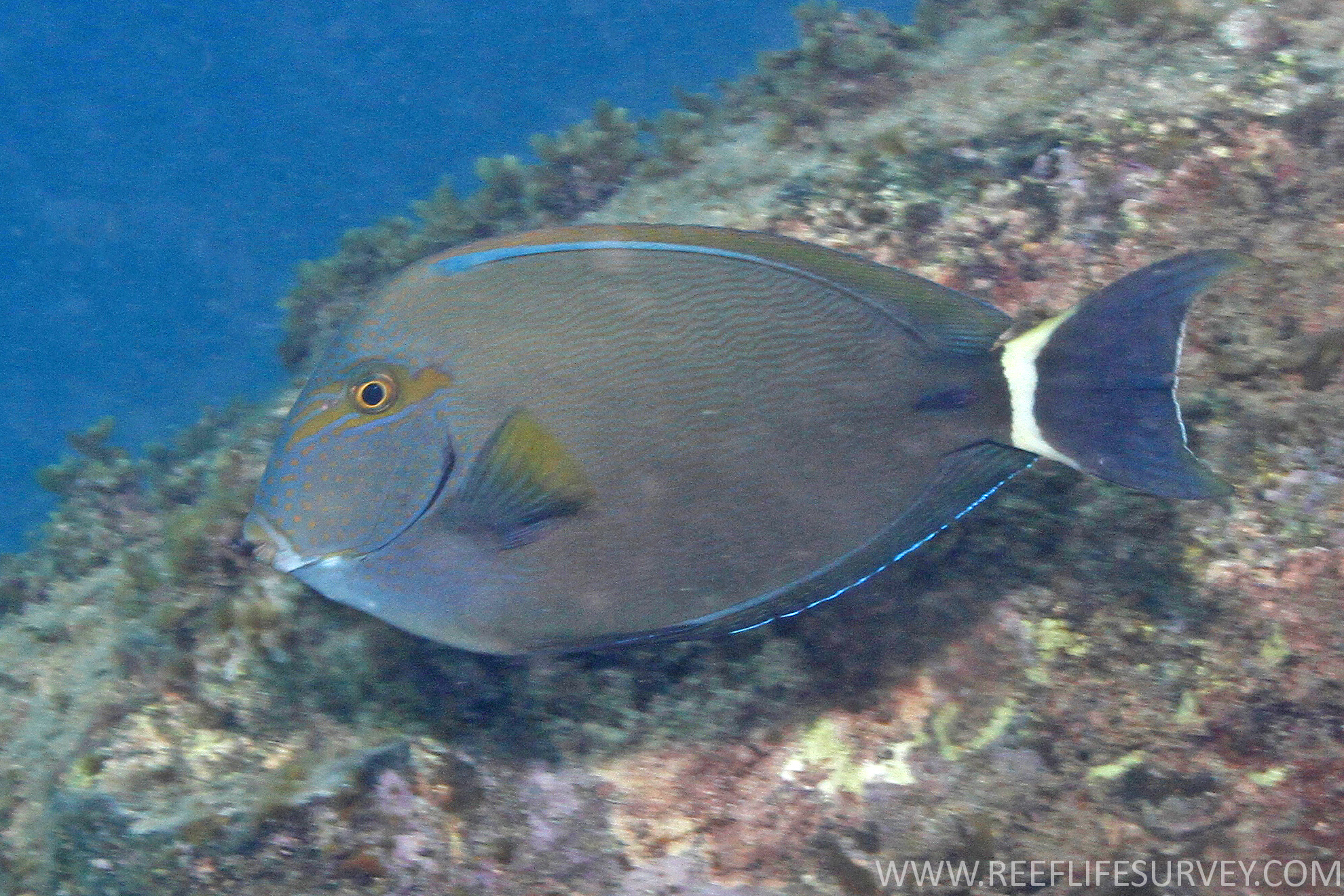
Acanthurus grammoptilus
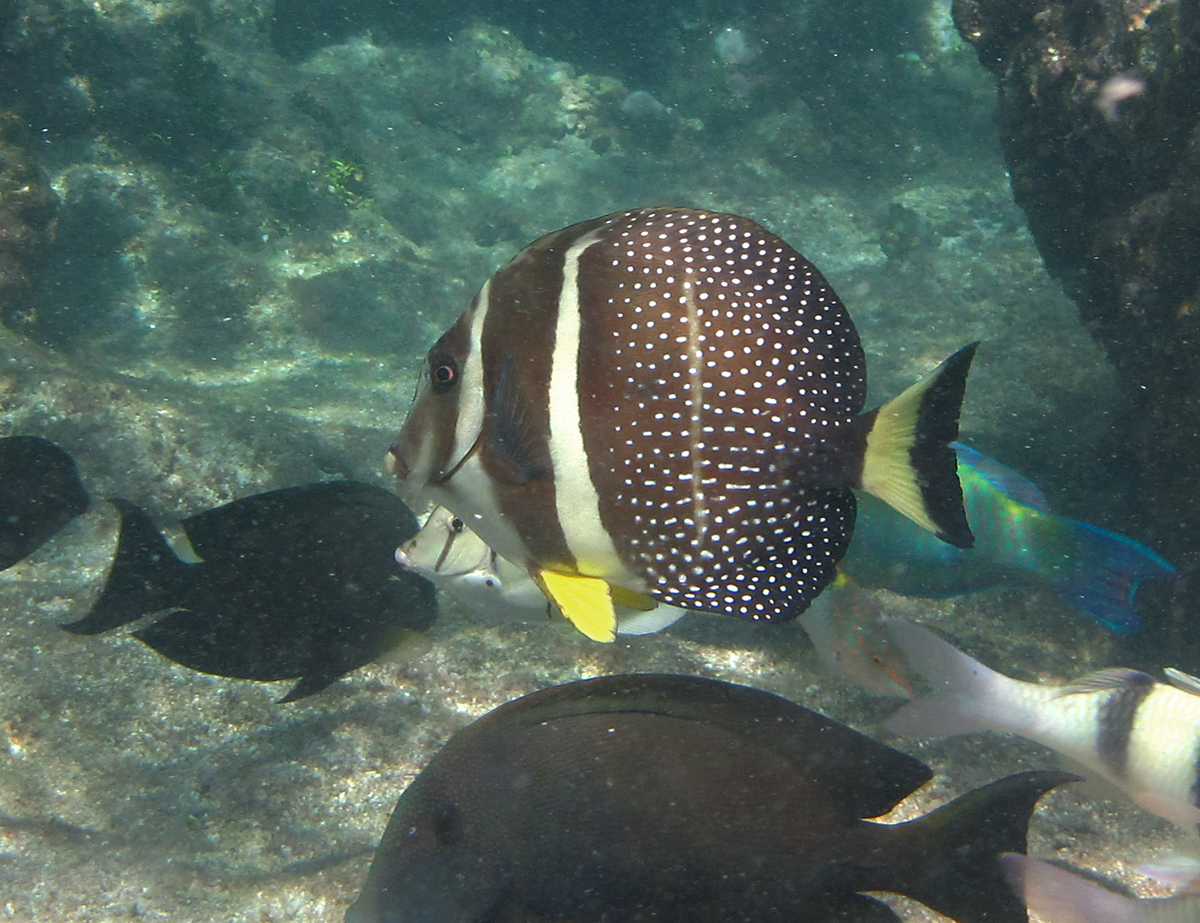
Acanthurus guttatus
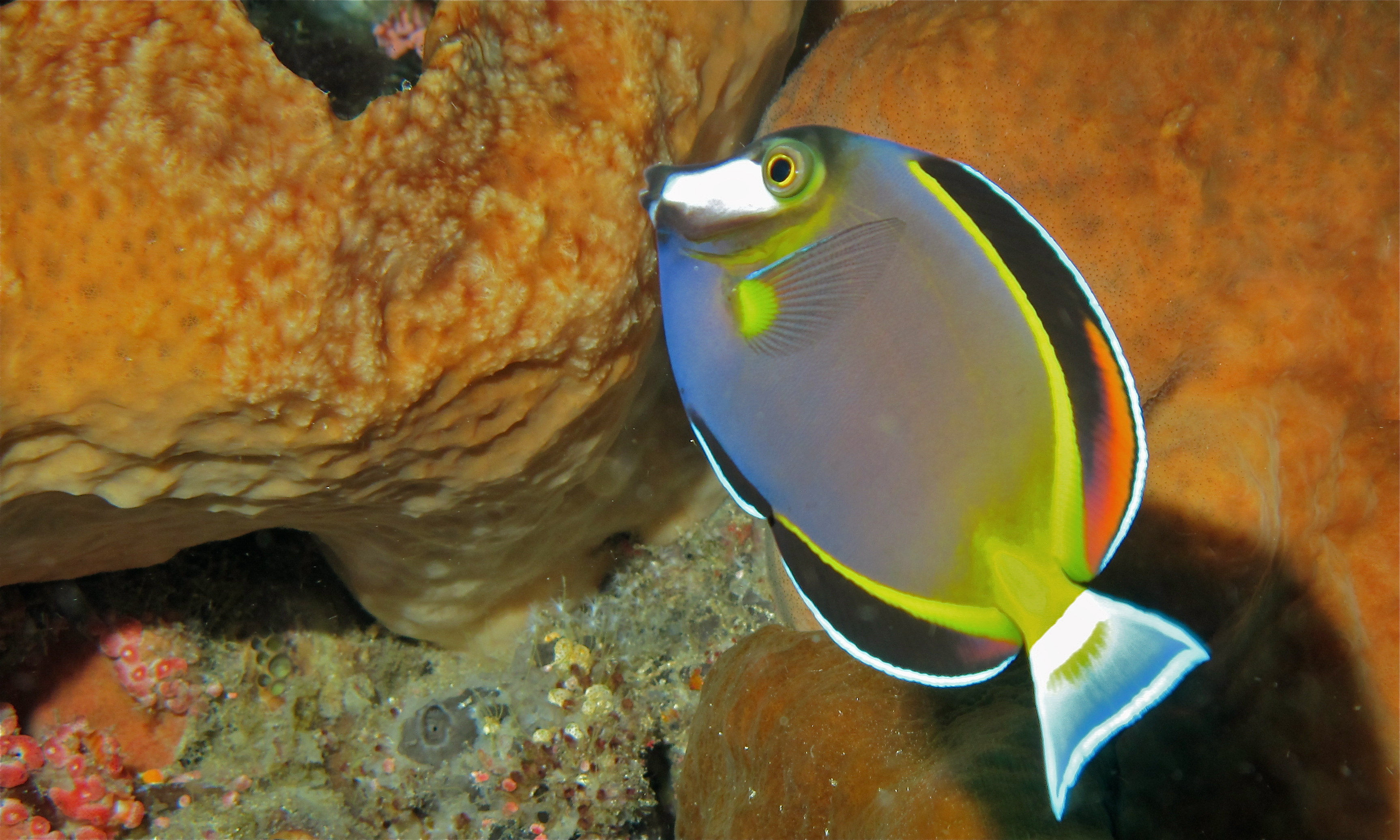
Acanthurus japonicus
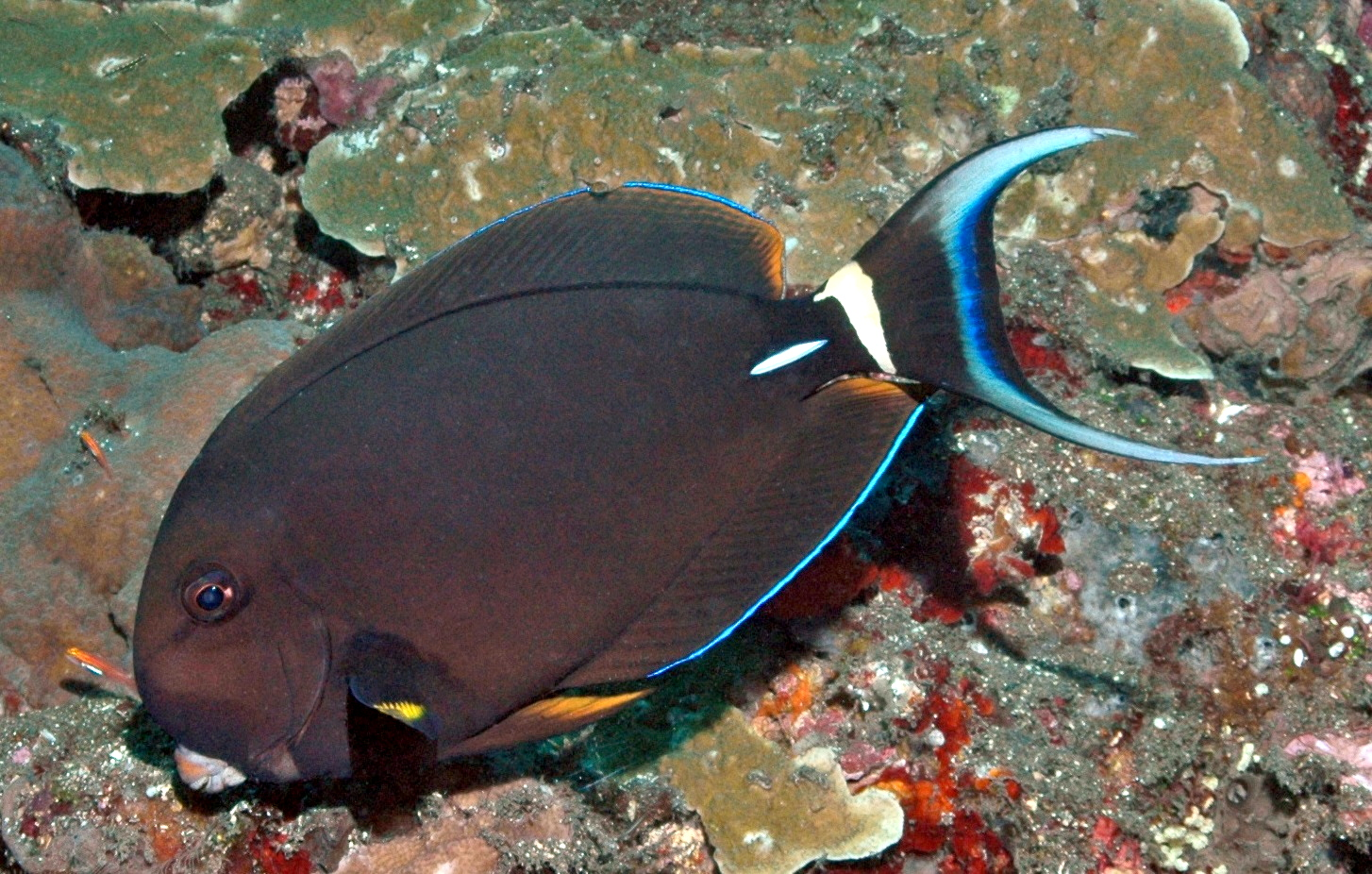
Acanthurus leucocheilus
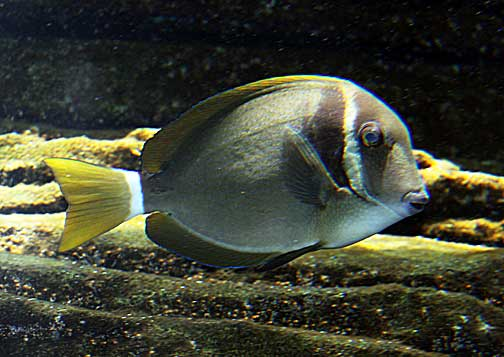
Acanthurus leucopareius
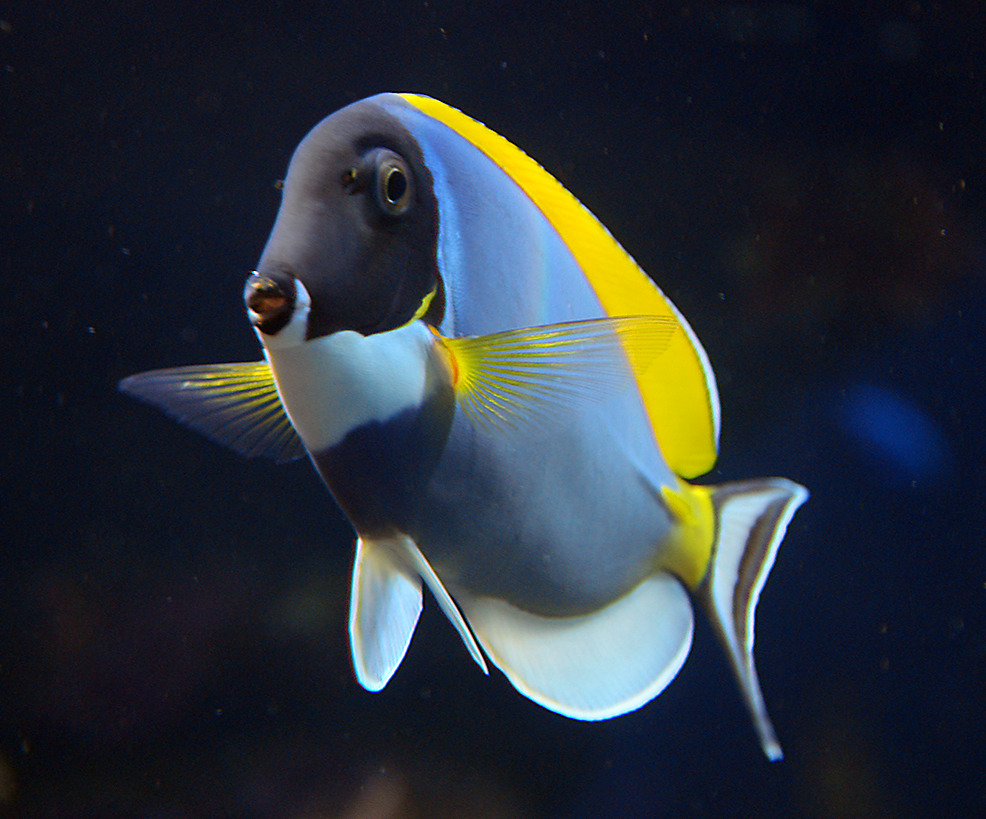
Acanthurus leucosternon
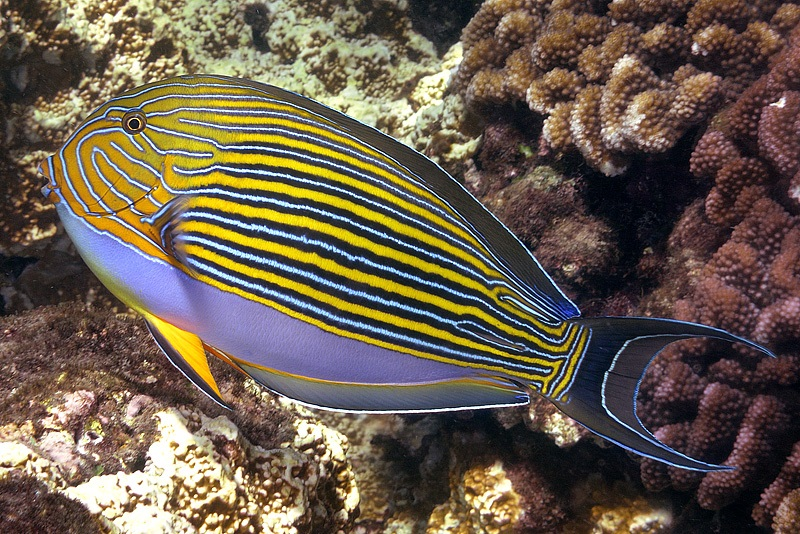
Acanthurus lineatus
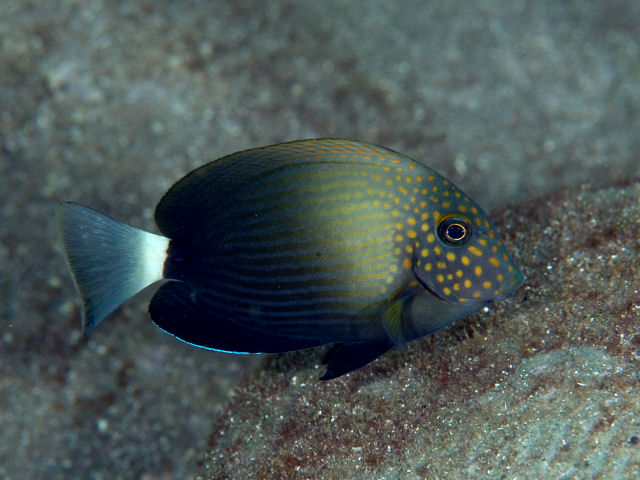
Acanthurus maculiceps
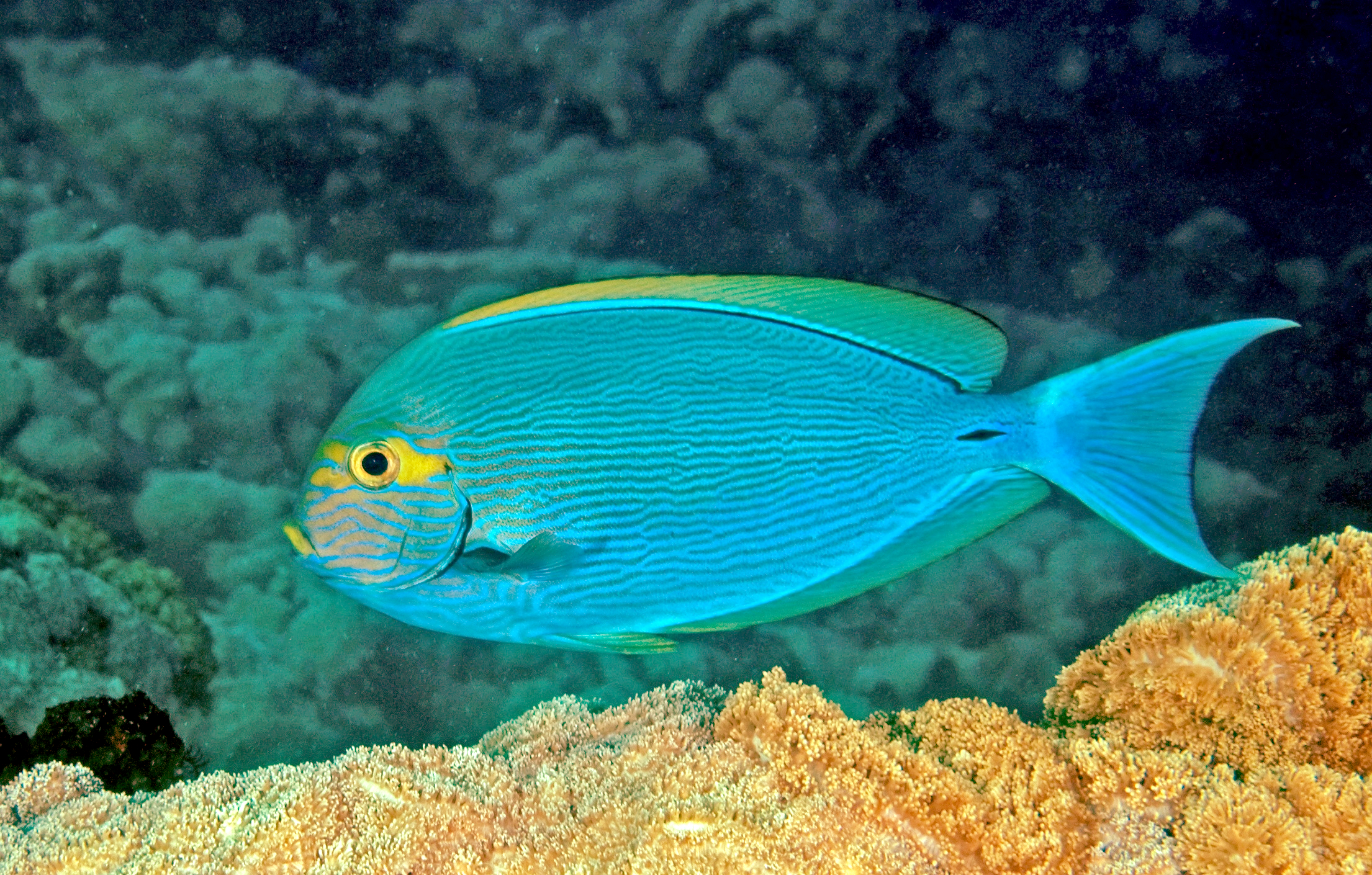
Acanthurus mata
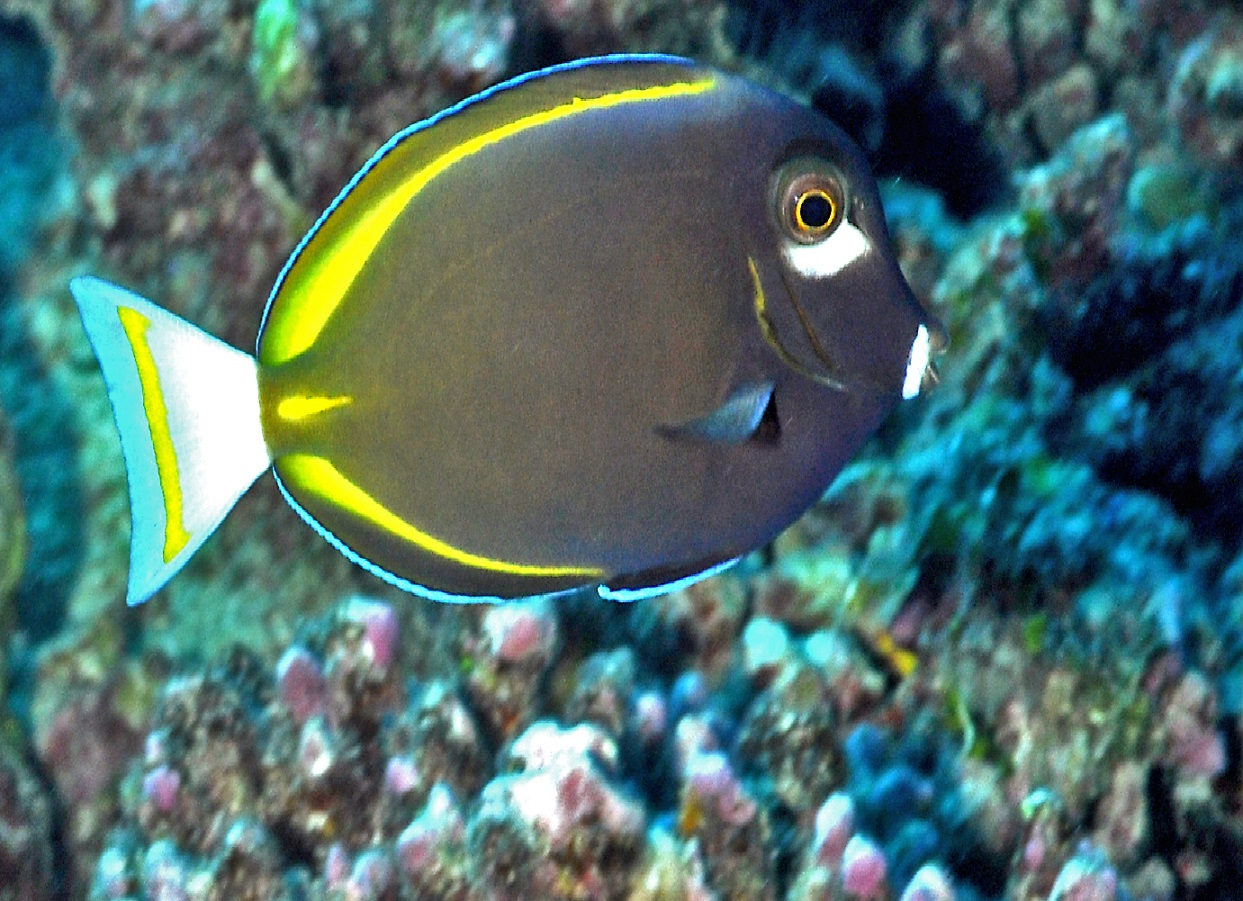
Acanthurus nigricans
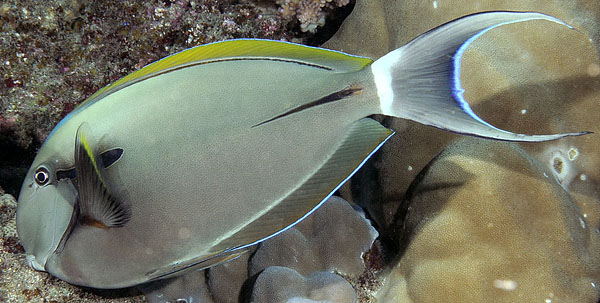
Acanthurus nigricauda
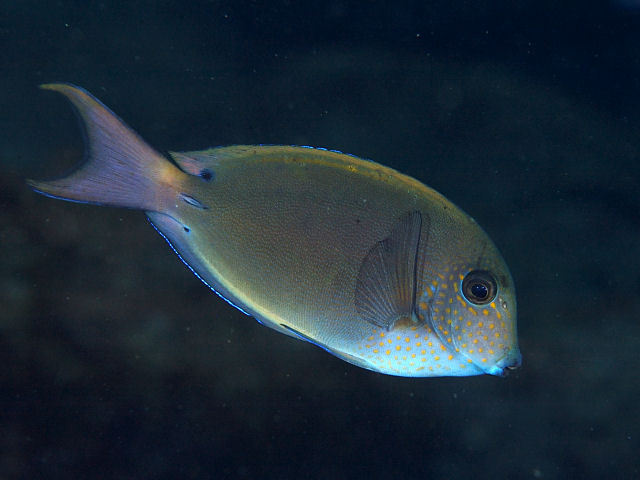
Acanthurus nigrofuscus
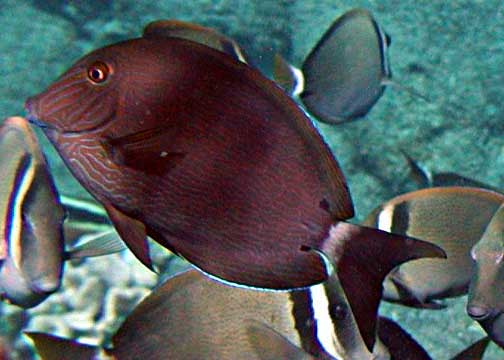
Acanthurus nigroris
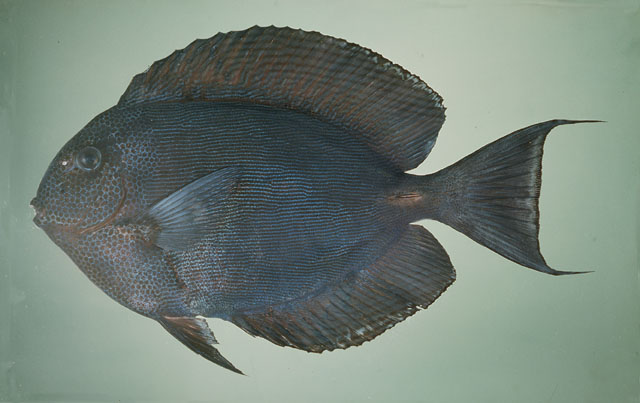
Acanthurus nubilus
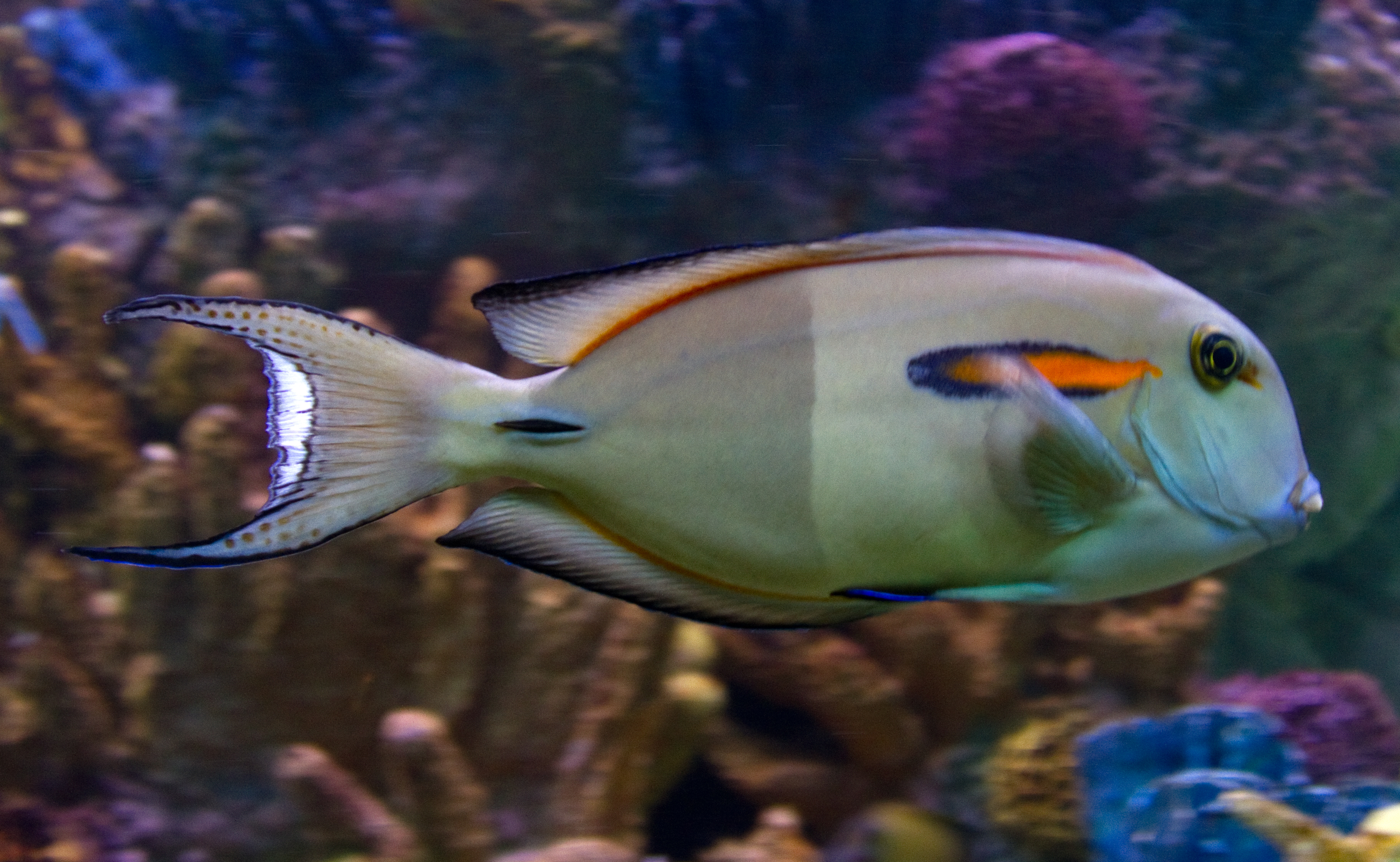
Acanthurus olivaceus
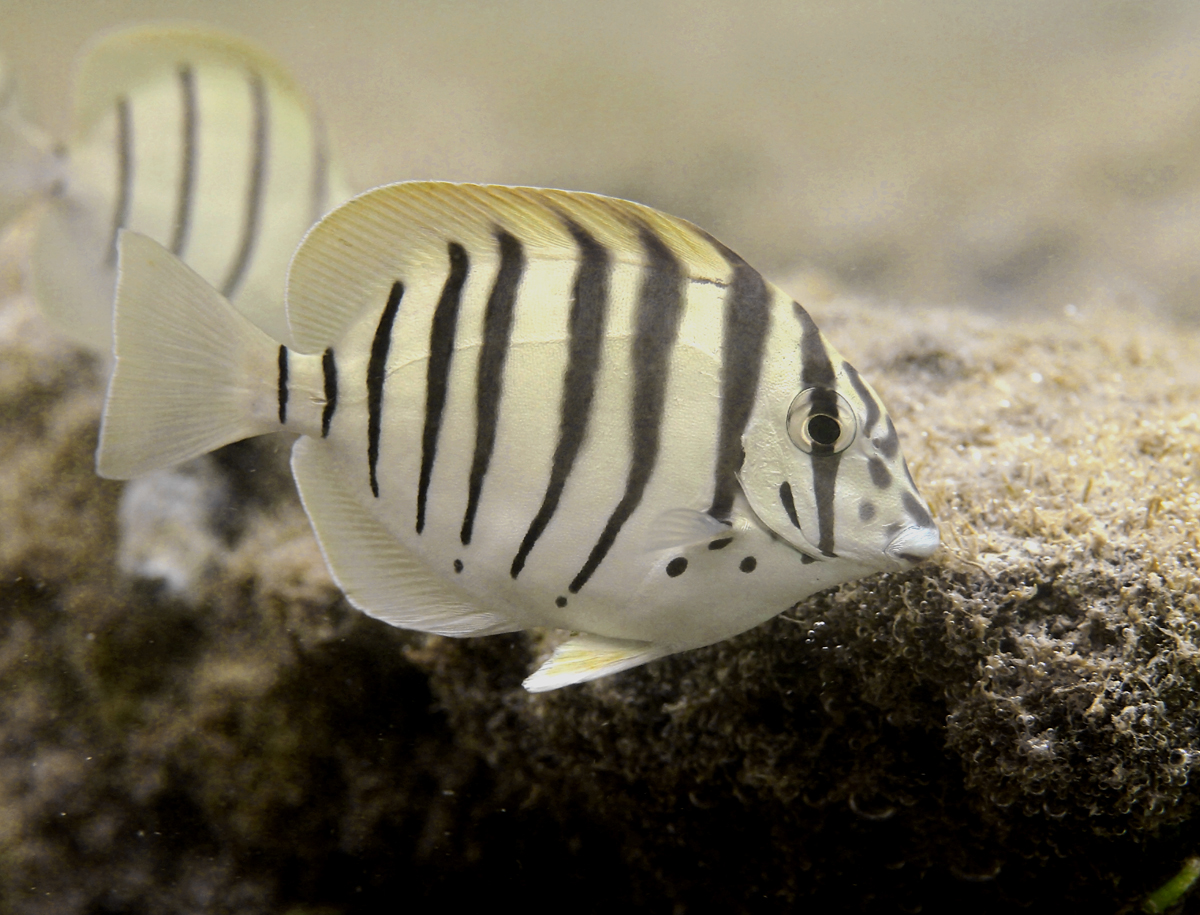
Acanthurus polyzona
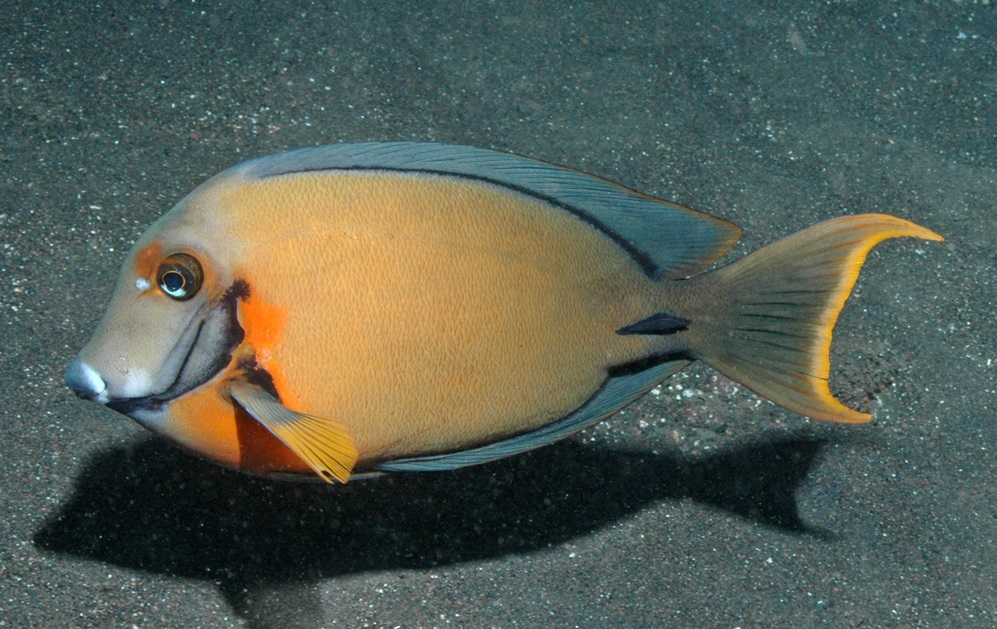
Acanthurus pyroferus
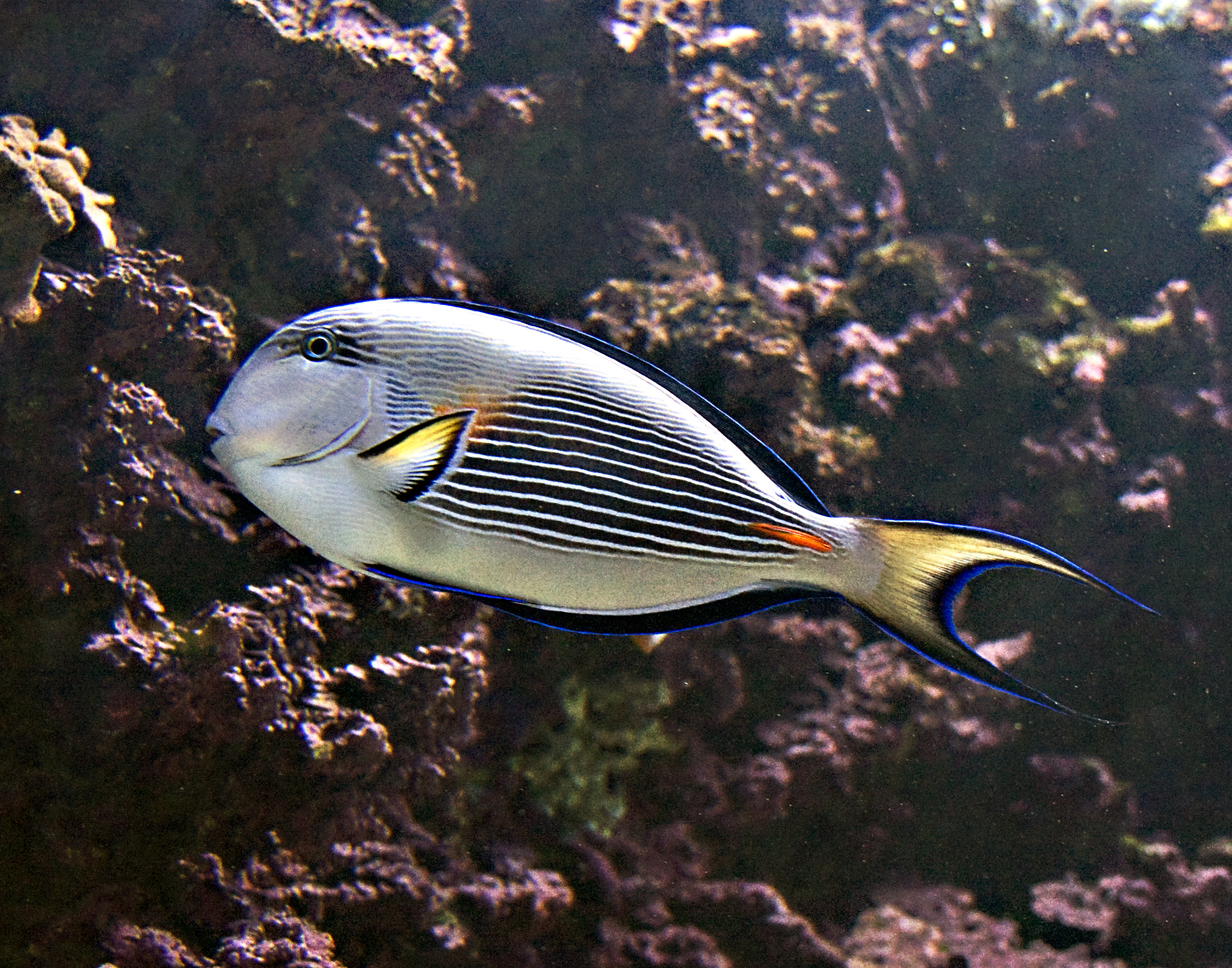
Acanthurus sohal
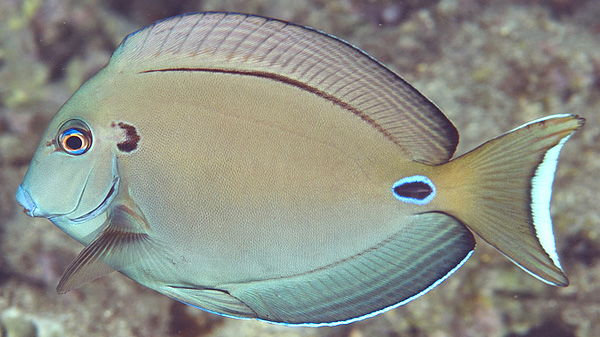
Acanthurus tennentii
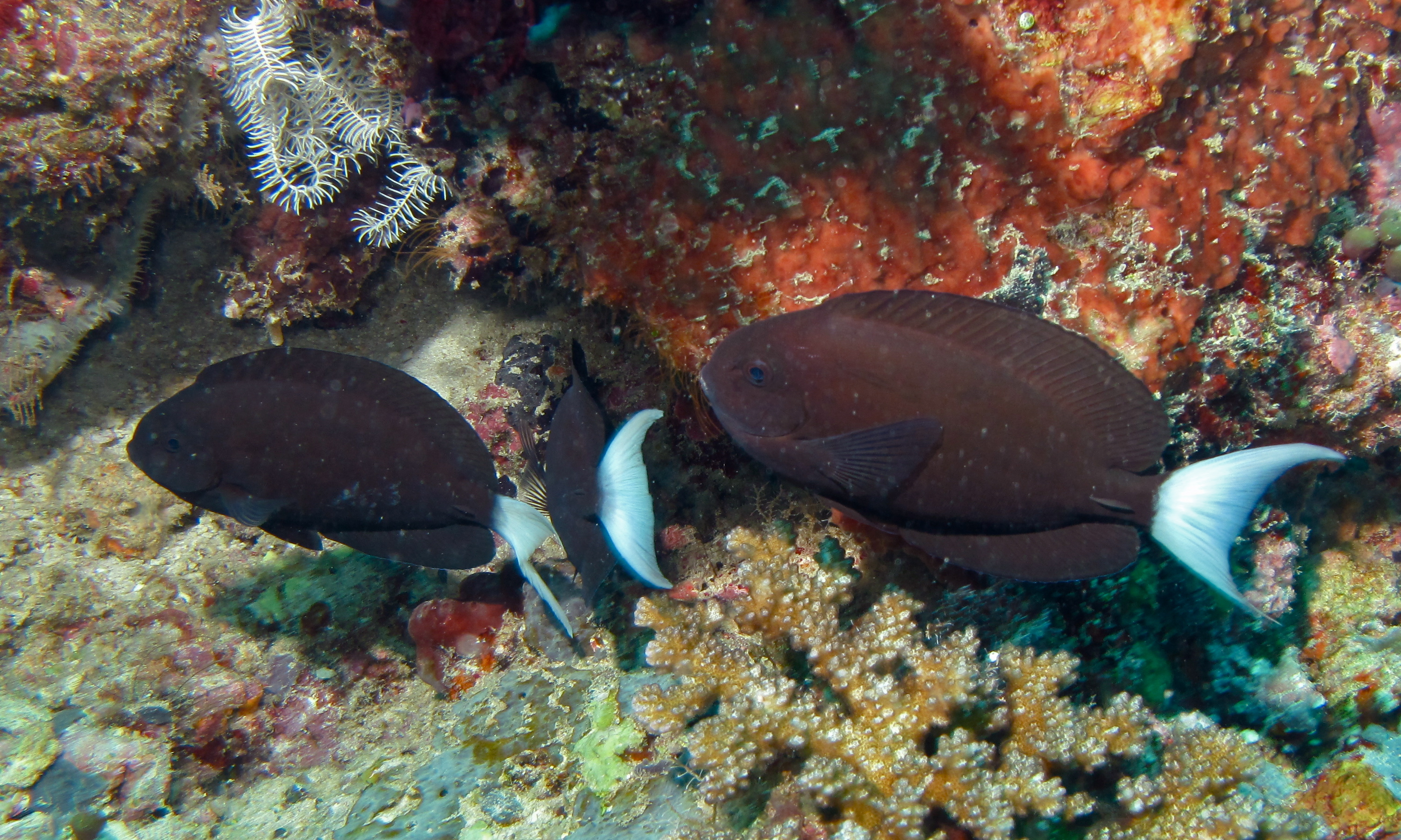
Acanthurus thompsoni
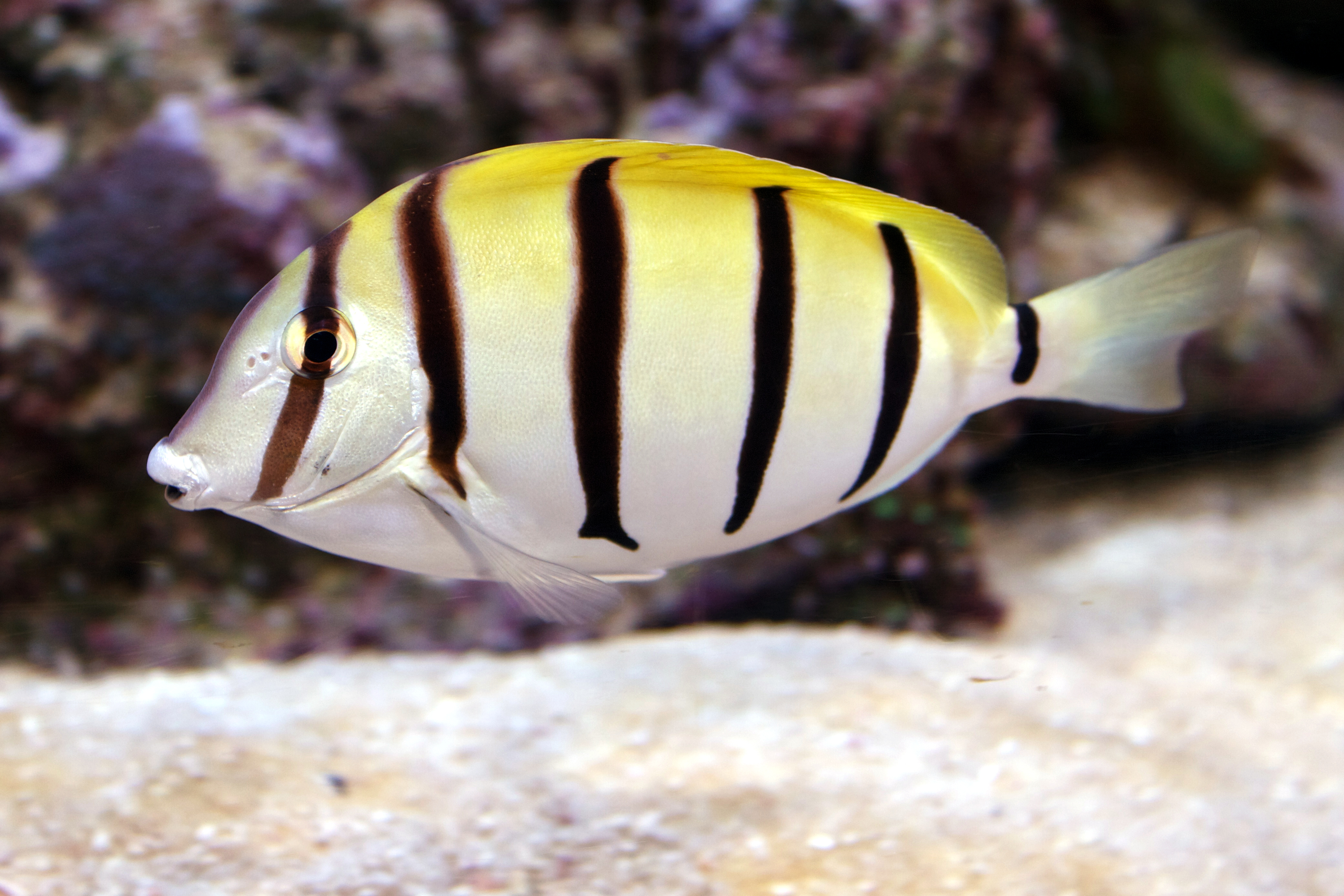
Acanthurus triostegus
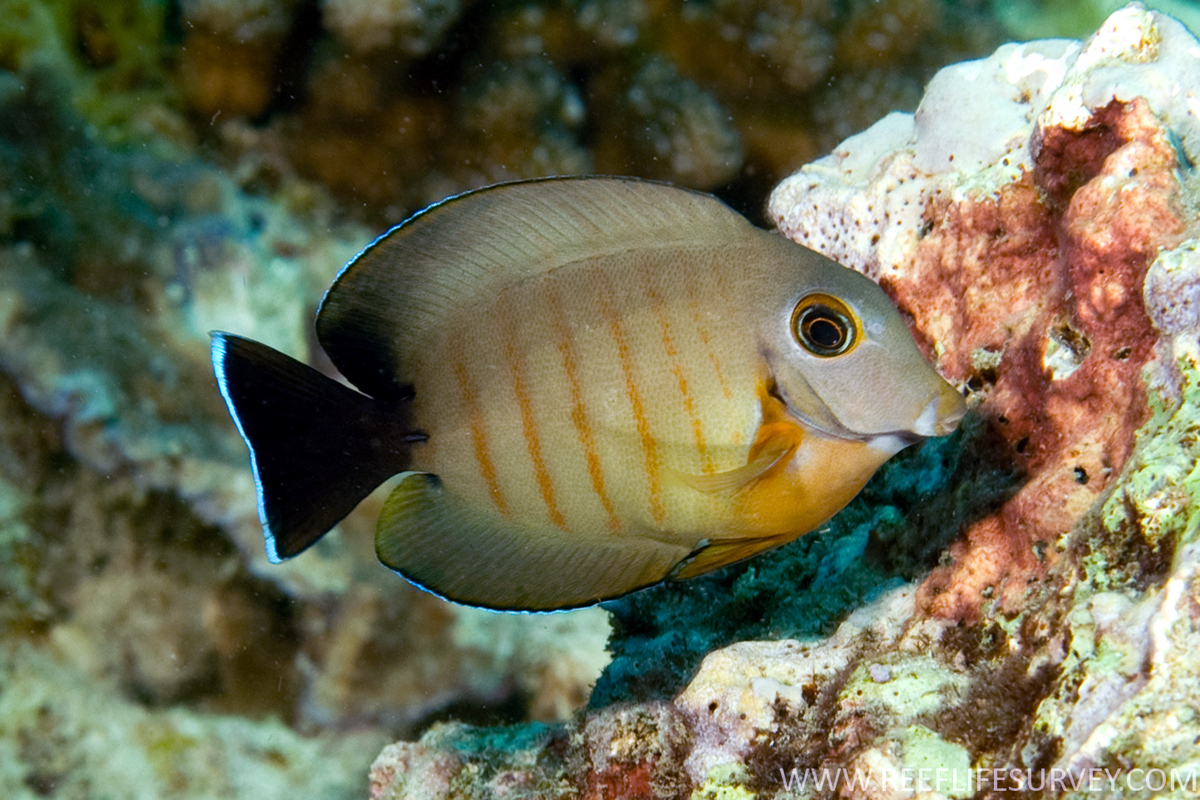
Acanthurus tristis
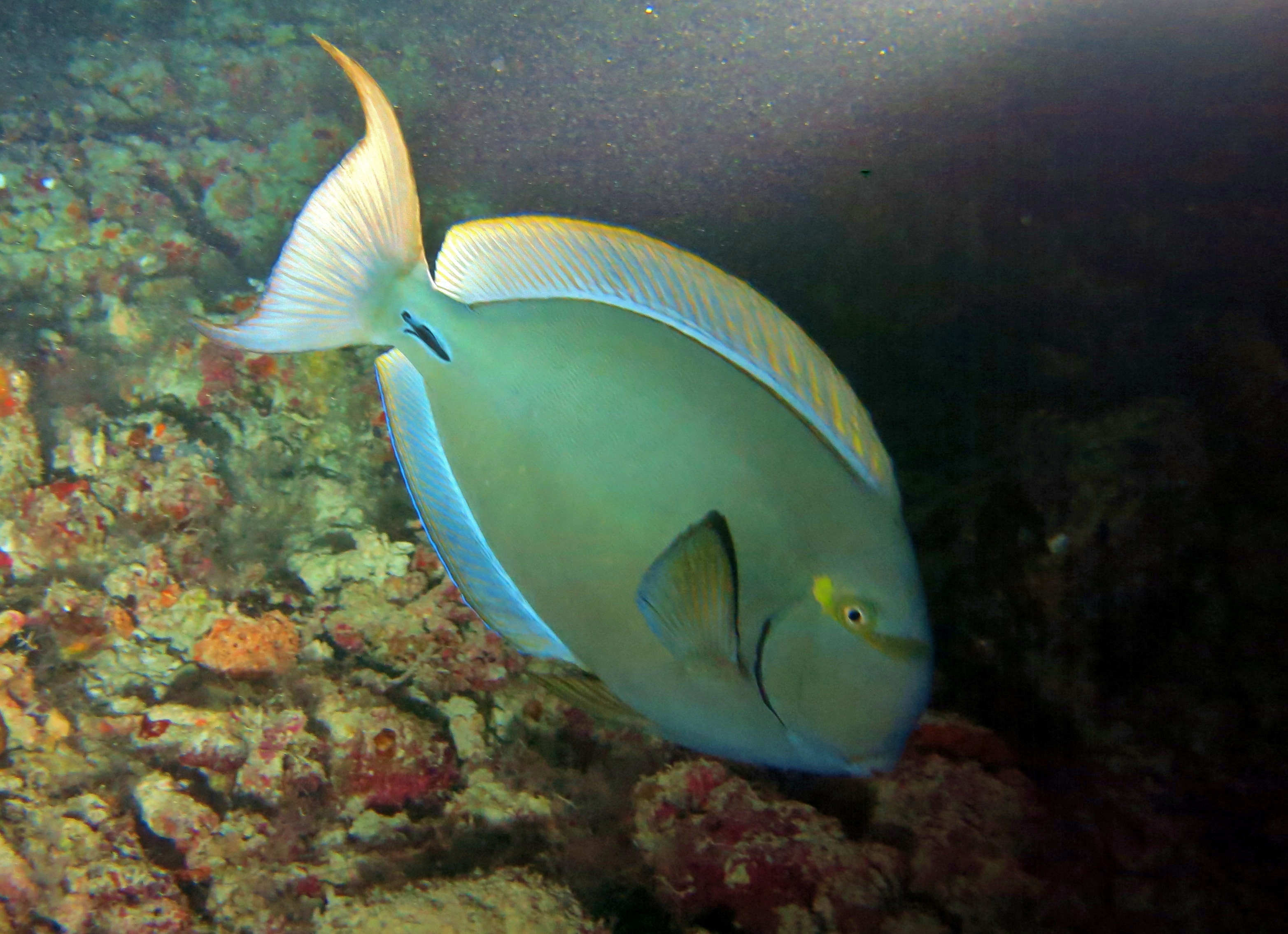
Acanthurus xanthopterus

## Hábitat y distribución
Suelen verse en grupos a lo largo de arrecifes y lagunas coralinas, o sobre fondos rocosos; se localizan desde aguas someras hasta los 2231 metros de profundidad. Los juveniles suelen ser solitarios y se protegen entre corales en áreas protegidas.
La mayoría se distribuyen en el océano Índico y en el Pacífico. Desde la costa este africana hasta Hawái, incluyendo el Mar Rojo; al norte en Japón y al sur hasta Australia. También algunas especies en el océano Atlántico. En aguas tropicales o subtropicales.

## Alimentación
Se nutre principalmente de plancton, algas filamentosas y varias macroalgas. Su alimentación principal es herbívora.